# Andreas Juste
Andreas Juste (1918-1998) fue un abogado de Charleroi, en Bélgica. Descubrió la lengua ido y se adhirió al movimiento a finales de la década de 1940. Desde entonces hasta su muerte, practicó esta lengua apasionadamente. Consideraba el ido como su lengua de expresión de ideas y de sentimientos, y esta fue su lengua de creación. Produjo una enorme y valiosa obra en ido: poemas originales, odas y cantos poéticos, ensayos en dominios lingüísticos e interlingüísticos, fábulas originales obras de divulgación para francófonos y también traducciones de grandes poetas europeos.
Además, redactó un gran número de artículos de interés para la revista Progreso así como para otras publicaciones. Gracias a un profundo estudio de los textos constitutivos de los pioneros en el movimiento idista, y especialmente de Louis Couturat, se convirtió en un experto en esta lengua, y su opinión fue siempre bienvenida.

## Obras
- Rinaldo. La serchado
- Rinaldo.
- Soneti.
- A Couturat. Odo por l'anirversario de lua morto, 1914-1964.
- Pri tolero. Epistolo.
- Epistolo V. Por respondar a verd akuzi.
- Pri tolero. Epistolo originale kompozit en Idolinguo. Zuriko-Gilly 1972: «Suisa Ido-Buletino». 16 p.
- La serchado. Poemo hero-komika en dek kanti.
- Antologio dil Idolinguo 1908-1928.
- La fabli dil Olda Korvo.
- Epistolo sisesma.
- Du kanti de «La Serchado»
- Epistolo sepesma. Pri l'idista poeti (II).
- De divers instanti. Selektita poemi 1961-1974.
- Epistolo IX. Pri nia nuna jorni. A Futura Samideano.
- Bunta garbo.
- Kontre la poluteri. O: laudi al aquo.
- Vitra perli.
- Antologio dil Idolinguo. Tomo II.
- Voci di saji.
- Fabli di la pigo.
- Nova fabli.
- La jaro. La 10 epistoli e la 5 satiri 1960-1980.
- La renkontro.
- L'amforo. Poemi originale kompozit en Idolinguo 1962-1987.
- Exterius/Juste, Andreas/: Epigrami.
- Un parler d'amis. L'Ido-linguo, langue auxiliaire 1907-1995.
- Idala foliumi.